# Cantaloupe Island (composition)
Cantaloupe Island est un standard de jazz composé par Herbie Hancock et enregistré pour la première fois sur son album de 1964 Empyrean Isles.

## Historique

### Versions de Herbie Hancock
Herbie Hancock enregistre Cantaloupe Island pour la première fois sur son album de 1964 Empyrean Isles, son quatrième pour Blue Note, alors qu'il fait partie du quintet de Miles Davis.
Hancock enregistre ensuite une version jazz-funk fusion du morceau, sous le nom de Cantelope Island, sur son album de 1976, Secrets.
Une autre version se trouve sur Parallel Realities Live… (1993), le disque du quartet composé de Jack DeJohnette, Pat Metheny, Herbie Hancock et Dave Holland.
Milton Nascimento invite Hancock à jouer sur sa version du morceau, parue sur Pietá (2002).

### Autres versions
Plusieurs musiciens ont également joué Cantaloupe Island, comme par exemple :
- 1965 : Donald Byrd sur Up with Donald Byrd
- 1966 : Nat Adderley sur Sayin' Somethin'. Version reprise dans la B.O. du film Coup de chance de Woody Allen (2023).
- 1980 : Jean-Luc Ponty, Daniel Humair et Eddy Louiss sur Trio HLP Last Set
- 1995 : Uri Caine sur Toys
- 2000 : Chris Minh Doky et Katreese Barnes sur Listen Up!
- 2001 : Marc Copland et Tim Hagans sur Between the Lines
- 2009 : Lucky Peterson sur Organ Soul Sessions
- 2010 : Eddie Henderson, John Scofield, Doug Weiss et Billy Drummond sur For All We Know
- 2012 : Steeve Laffont sur New Quintet
- 2018 : Jeff Goldblum & The Mildred Snitzer Orchestra sur The Capitol Studios Sessions

### Samples
Le groupe de Hip-hop jazz Us3 a échantillonné Cantaloupe Island dans leur chanson Cantaloop (Flip Fantasia), tirée de leur album Hand On the Torch (1993).

## À propos du morceau
Le morceau est représentatif du courant du jazz modal. On n'y trouve que trois accords, chacun durant une mesure : Fa mineur, Ré bémol 7e et Ré mineur,. La durée de ces accords permet à des débutants de jouer ce morceau.

## Classement
En 2000, Cantaloupe Island est classé 19e dans le Jazz 100 : One Hundred Quintessential Jazz Songs de jazz24.org.